# Tom Alberg
Thomas Austin Alberg (San Francisco, 12 de febrero de 1940-5 de agosto de 2022) fue un abogado y empresario estadounidense, fundador y socio gerente de la firma de capital de riesgo Madrona Venture Group, y fue director de Amazon desde junio de 1996 hasta mayo de 2019.

## Primeros años de vida
Alberg nació el 12 de febrero de 1940 en San Francisco . Su padre era Thomas Alberg y su madre Miriam Twitchell Alberg. Su abuelo había emigrado de Suecia. Alberg creció en Seattle, donde asistió a Ballard High School y luego se educó en la Universidad de Harvard, donde recibió una licenciatura en Asuntos Internacionales en 1962. Luego estudió en la Facultad de Derecho de Columbia, donde recibió un título de JD en 1965.

## Carrera
Alberg comenzó su carrera en 1965 con Cravath, Swaine & Moore, una firma de abogados con sede en Nueva York, después de graduarse de Columbia, regresó a Seattle en 1967 y se unió a Perkins Coie, el cual trabajaba en un bufete de abogados con sede en la ciudad. Luego se convirtió en el presidente del comité ejecutivo y prestó servicios a Boeing, Alaska Airlines y otros clientes en la industria de alta tecnología. Se incorporó a McCaw Cellular en 1990 como vicepresidente ejecutivo, a mediados de la década de 1990, renunció a McCaw después de ser absorbida por AT&T. Actuó como asesor de la junta y también perteneció al equipo de negociación durante este tiempo, renunció a la entidad combinada en 1995 y se asoció con William Ruckelshaus, quien anteriormente se había desempeñado como administrador de la Agencia de Protección Ambiental para formar Madrona Ventura Group., una firma de capital de riesgo con sede en Seattle. Algunas de las inversiones de Madrona incluyeron Impinj, una empresa emergente de tecnología RFID, e Isilon Systems, un proveedor de software de almacenamiento que luego fue adquirido por la corporación Emc.
Alberg alcanzó notoriedad por su alianza con Jeff Bezos y Amazon, compañía de la que se convirtió en uno de los inversores pioneros tras haber conocido a Bezos en 1995 a través de un amigo. A pesar de que era aficionado a las tiendas físicas de libros, le convenció la idea de tienda online propuesta por Bezos a raíz de no poder encontrar un libro del consultor Peter Drucker en la librería de su barrio. Así que comenzó con una inversión de 50 000 dólares en la compañía y colaboró en la captación de otros veintidós inversores hasta conseguir un total de un millón de dólares. Entre los otros socios fundadores figuraban los padres de Bezos y de Alberg. El propio Alberg entró a formar parte del consejo de administración de la empresa en 1996, y a mediados de 1999 su inversión inicial ya estaba valorada en más de 21 millones de dólares. Abandonó el consejo veintitrés años más tarde, en 2019.
Alberg abrió Oxbow Farms, un centro de conservación de 240 acres a lo largo del río Snoqualmie situado en terrenos de la localidad de Carnation (Washington) y que había heredado de su padre. Dicha ONG desarrollaba métodos de cultivo basados en la agricultura sostenible. También fundó, junto al bodeguero Mike Januik, Novelty Hill Winery en Woodinville (Washington). Además, poseía viñedos en Royal City (Washington). A finales de la década de 2010, Alberg centró su interés en la planificación urbana y abordó el problema de la falta de vivienda y las edificaciones asequibles. En esta época, escribió Flywheels: How Cities Are Creating Their Own Futures (2021), que trata del renacimiento urbano de Seattle a través de las nuevas tecnologías y acerca de cómo podría servir de modelo para otras ciudades que pretendieran emerger a modo de centros de innovación. Así mismo, invirtió para promover medios informativos locales de la región Noroeste del Pacífico, como Eastside Week (perteneciente al Seattle Weekly) y The New Pacific. Crosscut.com, una web de noticias que lanzó junto al inversor de capital riesgo David Brewster, más adelante se fusionaría con el canal KCTS 9 para formar el proyecto sin ánimo de lucro Cascade Public Media.
Alberg fue designado en 2009 miembro del Consejo Asesor Nacional de Innovación y Emprendimiento para el entonces presidente Barack Obama. En 2015, recibió el Lifetime Achievement Award (premio a los logros de toda una vida) en los Tech Impact Awards organizados por la Seattle Business Magazine; se destacó su labor en Madrona Venture Group y Amazon.com. Alberg colaboró en la creación de la Paul G. Allen School of Computer Science and Engineering en la Universidad de Washington, y también trabajó junto a la exgobernadora del estado de Washington Christine Gregoire para fundar Challenge Seattle, organización sin ánimo de lucro con el objetivo de facilitar que los líderes del ámbito de los negocios y la tecnología puedan contribuir a solucionar cuestiones cívicas de la región.